# Higginsia higginissima
Higginsia higginissima är en svampdjursart som beskrevs av Dickinson 1945. Higginsia higginissima ingår i släktet Higginsia och familjen Heteroxyidae. Inga underarter finns listade i Catalogue of Life.